# Lista de deputados estaduais do Ceará para 25.ª legislatura
Essa é uma lista de deputados estaduais do Ceará eleitos para o período 1999-2003. Foram 46 eleitos.

## Composição das bancadas
| Partido | Líder                | Bancada | Posição  |
| ------- | -------------------- | ------- | -------- |
| PSDB    | Marcos Cals          | 21 / 46 | Governo  |
| PMDB    | Sérgio Benevides     | 6 / 46  | Oposição |
| PPS     | Manoel Veras         | 4 / 46  | Governo  |
| PT      | Artur Bruno          | 3 / 46  | Oposição |
| PFL     | Maria Gorete Pereira | 2 / 46  | Oposição |
| PPB     | Valdomiro Távora     | 2 / 46  | Governo  |
| PTB     | Dr. Antônio Granja   | 2 / 46  | Governo  |
| PDT     | Ricardo Almeida      | 2 / 46  | Oposição |
| PCdoB   | Chico Lopes          | 1 / 46  | Oposição |
| PL      | Osmar Baquit         | 1 / 46  | Oposição |
| PSC     | Pedro Uchôa          | 1 / 46  | Oposição |
| PSB     | Eudoro Santana       | 1 / 46  | Oposição |

## Deputados estaduais
| Número | Deputados estaduais eleitos | Partido | Votação | Percentual | Cidade onde nasceu | Unidade federativa |
| 45110  | Inês Arruda                 | PSDB    | 80.917  | 2,96%      | Caucaia            | Ceará              |
| 23456  | Patrícia Saboya             | PPS     | 79.738  | 2,92%      | Sobral             | Ceará              |
| 45150  | Moésio Loiola               | PSDB    | 60.232  | 2,21%      | Sobral             | Ceará              |
| 65165  | Francisco Lopes             | PCdoB   | 48.035  | 1,76%      | Teresina           | Piauí              |
| 15101  | Acilon Gonçalves            | PMDB    | 45.177  | 1,66%      | Aurora             | Ceará              |
| 15147  | Pastor Heriberto Farias     | PMDB    | 43.902  | 1,61%      | Fortaleza          | Ceará              |
| 45654  | Dr. Dionísio Lapa           | PSDB    | 43.421  | 1,59%      | Teresina           | Piauí              |
| 23123  | Manoel Veras                | PPS     | 41.133  | 1,51%      | Crateús            | Ceará              |
| 45114  | Wellington Landim           | PSDB    | 40.330  | 1,48%      | Brejo Santo        | Ceará              |
| 23000  | Mauro Benevides Filho       | PPS     | 39.890  | 1,46%      | Fortaleza          | Ceará              |
| 13222  | Artur Bruno                 | PT      | 37.533  | 1,38%      | Fortaleza          | Ceará              |
| 45666  | Sineval Roque               | PSDB    | 36.287  | 1,33%      | Saboeiro           | Ceará              |
| 13121  | João Alfredo                | PT      | 34.735  | 1,27%      | Fortaleza          | Ceará              |
| 23111  | Chico Aguiar                | PPS     | 34.067  | 1,25%      | Fortaleza          | Ceará              |
| 15155  | Sérgio Benevides            | PMDB    | 31.618  | 1,16%      | Itapipoca          | Ceará              |
| 45300  | Idemar Citó                 | PSDB    | 31.470  | 1,15%      | Tauá               | Ceará              |
| 45455  | Gony Arruda                 | PSDB    | 31.170  | 1,14%      | Rio de Janeiro     | Rio de Janeiro     |
| 45144  | Rogério Aguiar              | PSDB    | 31.025  | 1,14%      | Marco              | Ceará              |
| 45111  | Teodorico de Menezes Neto   | PSDB    | 30.253  | 1,11%      | Pacajus            | Ceará              |
| 45122  | Marcelo Sobreira            | PSDB    | 30.008  | 1,10%      | Iguatu             | Ceará              |
| 45900  | Paulo Linhares              | PSDB    | 29.816  | 1,09%      | Fortaleza          | Ceará              |
| 45333  | Pedro Timbó                 | PSDB    | 29.723  | 1,09%      | Crato              | Ceará              |
| 15111  | José Sarto Nogueira         | PMDB    | 29.667  | 1,09%      | Acopiara           | Ceará              |
| 25123  | Maria Gorete Pereira        | PFL     | 28.754  | 1,05%      | Juazeiro do Norte  | Ceará              |
| 45101  | João Bosco Paz Rebouças     | PSDB    | 28.134  | 1,03%      | Russas             | Ceará              |
| 25117  | Carlos Alberto Cruz (CC)    | PFL     | 28.014  | 1,03%      | Juazeiro do Norte  | Ceará              |
| 45137  | Tomaz Brandão               | PSDB    | 27.658  | 1,01%      | Crateús            | Ceará              |
| 15150  | Carlomano Marques           | PMDB    | 27.617  | 1,01%      | Iguatu             | Ceará              |
| 45141  | Marcos Cals                 | PSDB    | 27.560  | 1,01%      | Recife             | Pernambuco         |
| 45678  | Fernando Hugo               | PSDB    | 27.171  | 1,00%      | Fortaleza          | Ceará              |
| 45444  | Francisco Francini Guedes   | PSDB    | 27.071  | 0,99%      | Limoeiro do Norte  | Ceará              |
| 45170  | Vasques Landim              | PSDB    | 26.395  | 0,97%      | Missão Velha       | Ceará              |
| 45690  | Raimundo Macêdo             | PSDB    | 26.196  | 0,96%      | Aurora             | Ceará              |
| 15146  | Domingos Filho              | PMDB    | 24.728  | 0,91%      | Fortaleza          | Ceará              |
| 45123  | Paulo Carlos Silva Duarte   | PSDB    | 23.119  | 0,85%      | Limoeiro do Norte  | Ceará              |
| 45124  | Manoel Duca                 | PSDB    | 22.362  | 0,82%      | Fortaleza          | Ceará              |
| 13456  | Ilário Marques              | PT      | 22.338  | 0,82%      | Quixadá            | Ceará              |
| 11111  | Valdomiro Távora            | PPB     | 21.531  | 0,79%      | Fortaleza          | Ceará              |
| 14111  | Dr. Antônio Granja          | PTB     | 19.458  | 0,71%      | Jaguaribara        | Ceará              |
| 12111  | Ricardo Alves de Almeida    | PDT     | 19.072  | 0,70%      | Acopiara           | Ceará              |
| 22345  | Osmar Baquit                | PL      | 18.164  | 0,67%      | Quixadá            | Ceará              |
| 20116  | Pedro Uchoa                 | PSC     | 17.972  | 0,66%      | Acopiara           | Ceará              |
| 40123  | Eudoro Santana              | PSB     | 17.579  | 0,64%      | Quixeramobim       | Ceará              |
| 12123  | Dr. Giovanni Sampaio        | PDT     | 16.781  | 0,61%      | Juazeiro do Norte  | Ceará              |
| 11999  | Fabíola Alencar             | PPB     | 16.082  | 0,59%      | Crato              | Ceará              |
| 14141  | Paulo Afonso de Accioly     | PTB     | 13.044  | 0,48%      | Fortaleza          | Ceará              |